# Assedio di Salerno (1076-1077)
L'assedio di Salerno del 1076-1077 fu un attacco condotto da Roberto il Guiscardo, a capo di un esercito e di una flotta normanna, contro la città di Salerno, posseduta dal principe longobardo Gisulfo II di Salerno. Grazie al matrimonio tra Sichelgaita e Roberto, il porto campano era sfuggito agli attacchi, nonostante la conquista normanna dell'Italia meridionale fosse stata ormai quasi completata. Nell'estate del 1076 il Guiscardo assaltò la città, che si arrese verso la metà di dicembre, mentre il suo signore Gisulfo si asserragliò lontano dal centro e resistette nel Castello di Arechi fino a maggio del 1077 prima di cedere. L'acquisizione normanna di Salerno comportò la fine della parentesi longobarda, la cui autorità si era lì estesa per secoli.

## Contesto storico
Tra il 1040 e il 1070, i normanni avevano quasi del tutto concluso la conquista dell'Italia meridionale, tanto da essersi spinti in avanscoperta anche in Sicilia. Alcuni centri avevano resistito a lungo, come nel caso di Bari, ultimo avamposto bizantino in Puglia caduto nel 1071. Altri centri invece, avevano accettato spontaneamente la supremazia dei normanni, come nel caso di Amalfi, che l'aveva accettata nel 1073 assecondando le volontà di quella fazione di aristocratici anti-salernitani. Questa situazione aveva preoccupato notevolmente papa Gregorio VII, che aveva anche tentando infruttuosamente di convincere i normanni a desistere dai loro intenti, salvo poi doversi preoccupare delle lotte per la supremazia che stava conducendo con l'imperatore tedesco Enrico IV. Tra le poche città che dopo il 1075 risultavano ancora non sottomesse al dominio normanno figuravano gli avamposti longobardi di Napoli e Salerno, con quest'ultima che non era stata aggredita e si era fino ad allora salvata soltanto perché la moglie di Roberto il Guiscardo, uno dei principali fautori dell'espansione normanna, era appunto di quella città. La principessa longobarda Sichelgaita era stata maritata con il consenso del fratello di lei, il principe di Salerno Gisulfo II, sia pur a malincuore, in quanto egli stesso aveva a più riprese combattuto i normanni con pessimi risultati, tanto che i suoi domini furono gradualmente erosi e circoscritti alla città di Salerno e ai suoi prossimi dintorni. Un altro fattore aveva sfavorito il Guiscardo, ovvero la sfiducia sussistente tra lui e il secondo signore più potente dell'Italia meridionale, il conte di Capua Riccardo I, anch'egli normanno. I due non erano mai venuti allo scontro, ma l'alleanza di Riccardo con il papato lasciava intendere chiaramente che, qualora fossero insorte delle liti, egli non si sarebbe schierato al fianco di Roberto. Analizzando lucidamente il contesto, il Guiscardo comprese che il papa era totalmente assorto sulle lotte con Enrico IV e ciò gli avrebbe permesso di sottomettere Salerno, che desiderava elevare al rango di capitale. Ciò lo spinse a contattare Riccardo e i due giunsero a un accordo in virtù del quale il duca di Capua avrebbe fornito aiuto per la conquista di Salerno, mentre Roberto avrebbe fornito supporto per Napoli, porto desiderato tantissimo da Riccardo. Poiché le lotte sembravano inevitabili, Sichelgaita tentò disperatamente di convincere il fratello Gisulfo a evitare una pericolosa strage, ma non lo persuase.

## Considerazioni strategiche
Gisulfo era di fronte a una situazione disperata, poiché si era privato di tutti gli alleati esterni a eccezione del papa, che come detto era impossibilitato a intervenire nel conflitto. Inoltre, considerato il territorio circostante ricco e fertile, l'esercito normanno aveva la possibilità di rifornirsi costantemente. di continuo rifornito dalla propria flotta. Le forze assedianti comprendevano le migliori truppe normanne di tutta la penisola, oltre a contingenti greci di Puglia e di Calabria e saraceni della Sicilia. Questi ultimi, infatti, da quell'epoca in poi confluirono nell'esercito del Guiscardo e parteciparono a tutte le operazioni belliche.

## L'assedio
All'inizio dell'estate del 1076, i normanni si accamparono vicino alle mura delle città e una loro flotta si allineò di fronte all'entrata del porto, dando luogo all'assedio di Salerno. Di fronte a una simile armata, le forze salernitane apparivano in disperato svantaggio numerico, e ben presto si trovarono affamate.
Prevedendo da tempo l'attacco nemico, Gisulfo II aveva dato ordine ai cittadini di Salerno di accumulare delle provviste per due anni, sotto pena di espulsione dalla città. Benché in teoria tale mossa avrebbe dovuto salvaguardare dai rischi di carestia, poco dopo l'inizio dell'assedio, il principe confiscò un terzo di tutte le provviste dei cittadini per i suoi granai privati. Quando in seguito mandò le sue guardie a confiscare ulteriori rifornimenti, la popolazione fu praticamente costretta alla fame e presto si sviluppò un vasto mercato nero. Avvicinandosi l'inverno e con la mortalità in aumento, Gisulfo aprì i suoi granai ma, a quanto riferiscono le fonti coeve, i suoi motivi furono mercenari anziché umanitari. A titolo di esempio, un moggio di grano comprata per tre bisanti veniva rivenduta per quarantaquattro. I cadaveri finivano per accumularsi tra le strade con l'indifferenza di Gisulfo, ma la popolazione era totalmente impaurita dal suo signore e sapeva che le lamentele venivano represse con ferocia.
In simili condizioni, ogni resistenza prolungata era decisamente ardua, tanto che Salerno resistette per sei mesi. Il 13 dicembre del 1076, un traditore fece aprire le porte della città e l'affamata guarnigione, molto probabilmente «più che felice di vedere la fine di tante tribolazioni, si arrese senza colpo ferire e l’ultimo dei grandi principati longobardi nell'Italia meridionale cessò di esistere». Gisulfo e uno dei suoi fratelli, che disponevano ancora di soldati fedeli, si arroccarono probabilmente nel castello di Arechi, a nord-ovest della città, dove resistette fino al maggio del 1077, ma poi anche loro dovettero arrendersi.

## Conseguenze

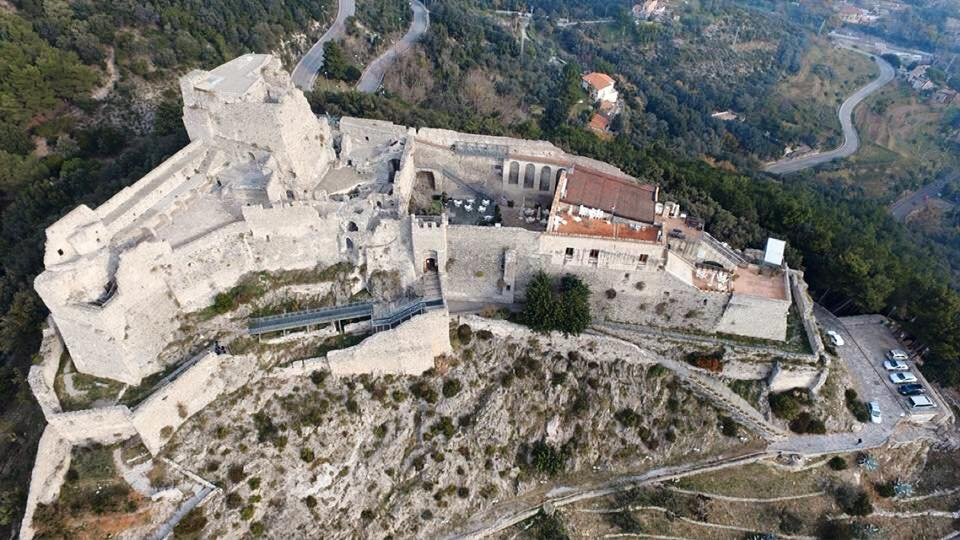
Veduta aerea del castello di Arechi, dove Gisulfo II tentò invano di resistere nel 1077. La fortificazione, di epoca longobarda, domina la città di Salerno

Benché i cronisti successivi si siano sforzati di giustificare l'invasione del principato, sostenendo che Roberto reagì legittimamente alle precedenti provocazioni di Gisulfo II, «in realtà fu un atto di pura e semplice aggressione». All'indomani, Roberto non volle instaurare nessun dialogo con lo sconfitto, spinto dal desiderio di elevare Salerno allo status di capitale e di ricevere ogni dominio di Gisulfo. È possibile che Roberto fosse stato esasperato dagli atteggiamenti scorretti di Gisulfo. Quando seppe che quest'ultimo si era asserragliato nel castello, oltre alla cessione di tutti i suoi feudi, il normanno chiese che fosse mandato il dente di San Matteo, una sacra reliquia che il duca di Salerno aveva portato con sé. Pur avendogli intimato di cederlo, Gisulfo inviò invece il dente di un cittadino ebreo deceduto di recente, ma l'inganno fu facilmente scoperto perché uno dei sacerdoti cittadini, ben a conoscenza della forma della reliquia originale, lo riferì a Roberto. Minacciato che se non gli fosse stato mandato quello vero il Guiscardo avrebbe strappato tutti i denti a Gisulfo, quest'ultimo non osò ingannarlo nuovamente.
Sotto il nuovo signore, la città appena conquistata visse una nuova fase di splendore economico e culturale; emblematico è il caso della Scuola medica salernitana, cresciuta soprattutto grazie agli insegnamenti di Costantino l'Africano, giunto alla corte normanna tra il 1075 e il 1077.
Dopo aver rinunciato a quanto possedeva a patto di poter andar via liberamente, Gisulfo si recò dapprima a Capua, dove con rassegnazione apprese che Riccardo non aveva alcuna intenzione di riceverlo, e infine a Roma da papa Gregorio VII. Tuttavia, non riscontrò sostegno nella sua causa e dovette rassegnare a perdere la città per sempre.
Con questa rinuncia finiva il dominio longobardo in Italia, durato oltre mezzo millennio (dal 568 al 1077)